# Georgiana Fullerton
Pour les articles homonymes, voir Fullerton.
Lady Georgiana Fullerton (Tixall Hall, 23 septembre 1812 – Bornemouth, 19 janvier 1885) est une écrivaine romantique catholique anglaise, née comtesse Granville.

## Biographie
Lady Fullerton est la fille du comte Granville Leveson-Gower.

## Œuvres
- L'oiseau du Bon Dieu[1] (traduction Mlle de Saint-Romain, 1858)

## Publications
Lady Georgiana Fullerton a publié une douzaine de romans et de biographies sur des thèmes religieux, historiques et romantiques entre les années 1844 et 1883. La plupart de ses publications étaient des romans, mais elle a également publié deux volumes de poésie. À l'occasion, Fullerton a traduit les œuvres d'autres auteurs, comme La Fille du notaire, un conte français de Madame Léonie d'Aulney (1878).
Elle commença sa carrière littéraire à l'âge de 32 ans, en publiant son premier roman, Ellen Middleton : A Tale en trois volumes, en juillet 1844. Son propre frère, Lord Brougham, ainsi que Charles Cavendish Fulke Greville, ont salué son œuvre. Le roman ne contenait aucune illustration, ce qui était inhabituel pour l’époque.
Elle publia son deuxième roman, Grantley Manor, en 1847, après sa conversion au catholicisme. Ce roman présentait un style d’écriture plus abouti que le précédent. Son roman le plus populaire fut Too Strange not to Be True, publié en 1864. Ce roman décrit la vie d’un émigrant français démuni luttant pour survivre dans la nature sauvage canadienne.
Ses autres œuvres comprennent :
- Le vieux Highlander, les ruines de Strata Florida et autres vers (1849)
- La Coccinelle (1852)
- Vie de saint François de Rome (1855)
- La Comtesse de Bonneval (1857)
- Rose Leblanc (1861)
- Laurentia, Un conte du Japon (1861)
- Constance Sherwood : une autobiographie du XVIe siècle (1865)
- Vie de la marquise G. Falletti di Baroto (1866)
- Une vie orageuse (1867)
- Les Secours des âmes saintes (1868)
- La nièce de Mme Gerald (1869)
- La chercheuse d'or et autres vers (1872)
- Vie de Louisa de Carvajal (1873)
- Sept histoires (1873)
- Romarin; un conte de l'incendie de Londres (1874)
- Esquisse de la vie du défunt père Henry Young, de Dublin (1874)
- Une volonté et un chemin (1881)
- Vie d'Elizabeth Lady Farkland (1883)
- Une vie mouvementée : Journal de la reine Margaret, un roman (1885)